# Чуйко Іван Федорович
Іван Чуйко — директор Глухівського учительського інституту (1945—1947).

## Життєпис
Упродовж 1938—1941 і 1944—1945 – заступник директора Глухівського учительського інституту з учбової та навчальної роботи. 
Із 9 лютого 1945 по серпень 1947 – директор Глухівського учительського інституту. 
Водночас виконував обов’язки завідувача кафедри педагогіки та психології. 
5 листопада 1947 згідно з розпорядженням Міністерства освіти переведений в інший ЗВО.